# John Halstead Coe
John Halstead Coe também conhecido nos países de língua espanhola por Juan H. Coe  (1806-1864) foi um marinheiro norte-americano que combateu na Expedição Libertadora do Peru, na Guerra da Cisplatina e nas Guerras Civis Argentinas, além de combater na Guerra Grande e na Guerra do Prata pela marinha uruguaia.
Combateu na Campanha Naval de 1841, durante a Guerra Grande, onde enfrentou o almirante irlandês à serviço da armada da Argentina, o almirante William Brown, que foi anos antes, seu mentor durante a Guerra da Cisplatina. Foi ainda um importante líder naval durante a Guerra do Prata, onde, juntamente com o almirante anglo-brasileiro, John Pascoe Grenfell.